# Памятник М. П. Лазареву (Севастополь)
Памятник М. П. Лазареву — утраченный памятник выдающемуся русскому флотоводцу и мореплавателю, адмиралу, командующему Черноморским флотом и первооткрывателю Антарктиды Михаилу Петровичу Лазареву. Памятник находился на Корабельной стороне в Севастополе.
Автор — скульптор Николай Степанович Пименов.

## История
Инициатива воздвигнуть памятник М. П. Лазареву возникла сразу после его похорон 7 мая 1851 года. Соратники и друзья адмирала, собравшись в морской библиотеке, решили провести сбор средств на сооружение монумента. Организацию поручили контр-адмиралу В. А. Корнилову, он обратился ко всем офицерам Черноморского флота со словами: «С благословением пишу порученное мне воззвание. Потомство оценит благотворную мысль увековечить память знаменитого адмирала…». Проект памятника был исполнен скульптором Н. С. Пименовым уже в декабре 1854 года. Однако воплотить проект в жизнь помешала Крымская война. В апреле 1863 года фигура адмирала была отлита из гипса. Газеты тогда писали, что памятник будет возведён на краю высокой горы, на месте флотских казарм. Предполагалось что статуя будет обращена к рейду и будет видна всем судам в Севастопольской бухте. Пьедестал предполагалось сделать из диорита, разрабатываемого в Артеке, в бывшем имении князя Потёмкина, а ступени под пьедесталом планировалось сделать из вознесенского гранита, который бы брался из разрушенных сухих доков. Выполнить всю работу скульптор Пименов не успел — в 1864 году он скончался, его работу продолжил русский скульптор И. И. Подозеров.

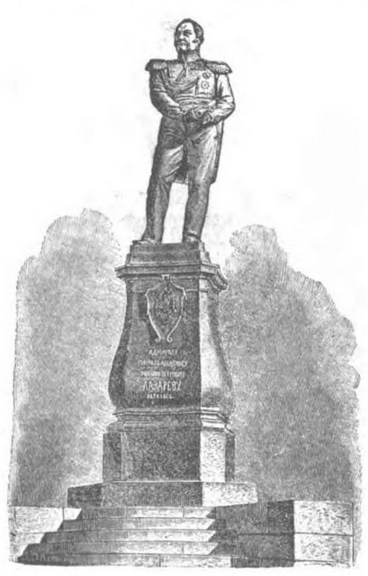
Гравюра, 1902 год

Памятник был торжественно открыт 9 сентября 1867 года на мысе Лазарева перед Лазаревскими морскими казармами. На открытии с речью выступил контр-адмирал И. А. Шестаков:
Снова любимый лик предстал перед нами, и мы, свидетели дел адмирала, стеклись у подножия этого памятника напомнить России об её достойном сыне и деятеле. Не гражданская доблесть, высказанная Михаилом Петровичем в молодых ещё годах, на Наваринский погром, в котором «Азов» стяжал память, достойную ревностного хранения, не эти случайности, достаточные для озарения всякой жизни лучами известности, передают имя Михаила Петровича потомству.

Труд упорный, неослабный, не утомлявшийся препятствиями, польза истинная, не доставляющая выгод труженику, безграничное усердие к обязанности, целая жизнь, отданная долгу, вот из чего вылит этот замечательный памятник.
Памятник был отлит из бронзы и установлен на средства, собранные среди офицеров флота. Памятник представлял собой фигуру адмирала во весь рост без фуражки, обращённую лицом к рейду. Под левой рукой была подзорная труба. Взгляд Лазарева устремлён вдаль. В гранитный пьедестал вмонтирован бронзовый щит фамильного герба. Ниже на пьедестале разместилась надпись, которая гласила: «Адмиралу, Генералъ-Адъютанту Михаилу Петровичу Лазареву. Лѣта 1866». Высота памятника около 15 м, бронзовой фигуры — 6,4 м.
Тогда же в столице был спущен на Неву броненосный фрегат «Адмирал Лазарев».
Два уменьшенных повторения памятника находятся в ГМЗ «Петергоф».

### Снос

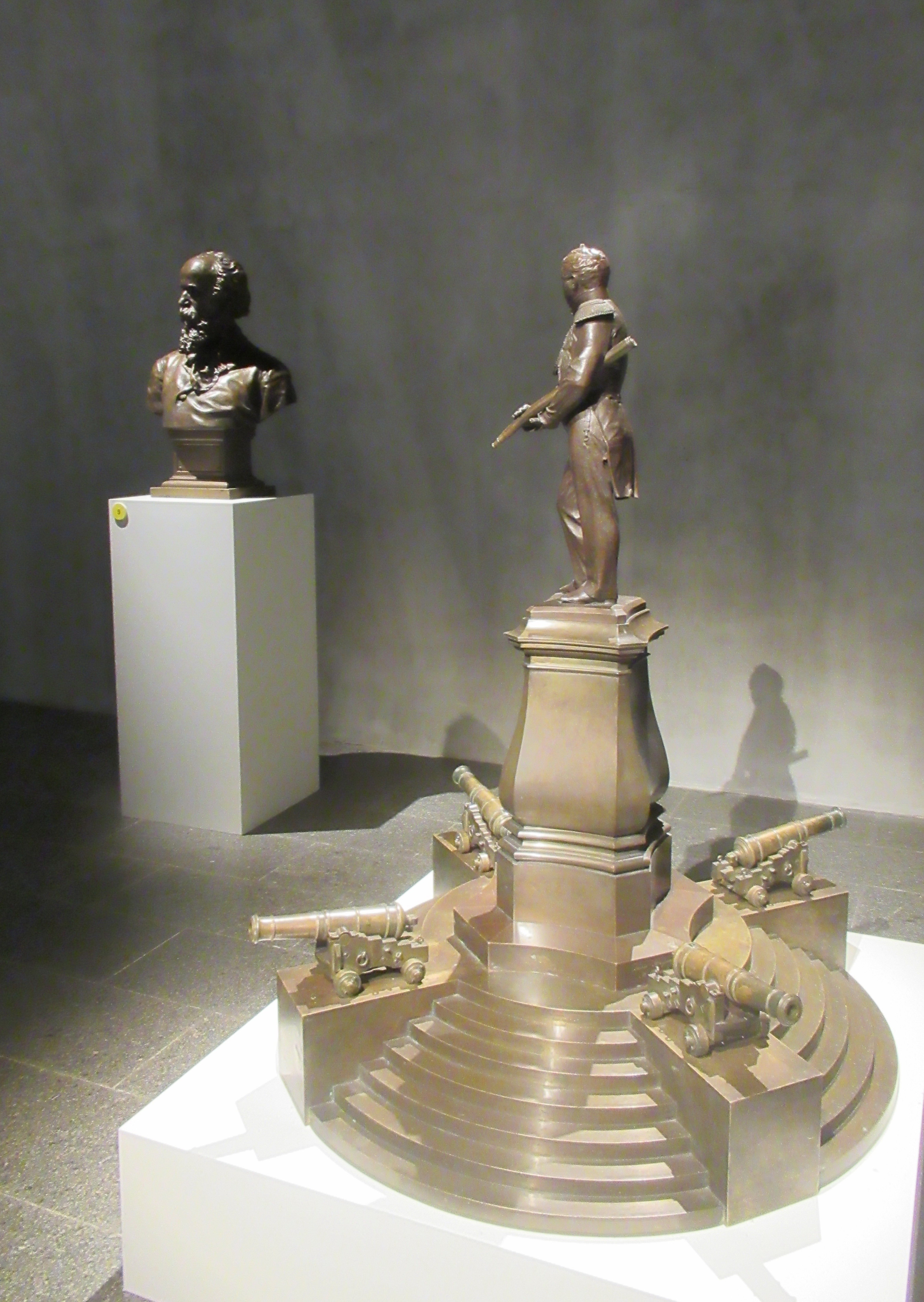
Уменьшенная копия в собрании ГМЗ «Петергоф». Мраморный пьедестал спроектирован Н. Л. Бенуа

Снесён монумент в 1928 году, по рекомендации комиссии, решившей, что памятник не имеет исторической значимости.
На месте снесённого памятника в 2000-е годы, после передачи Лазаревских казарм Черноморскому филиалу МГУ, был установлен памятный камень с надписью «На этом месте в 1866 году был воздвигнут памятник великому русскому флотоводцу и мореплавателю, командующему Черноморским флотом России с 1834 по 1851 год, адмиралу М. П. Лазареву».
После распада СССР неоднократно предполагалось восстановить памятник. 26 октября 1996 года в эдикуле здания на площади Лазарева был установлен бюст М. П. Лазарева. В мае 2008 года было принято решение X сессии городского совета «О восстановлении памятника адмиралу Лазареву», однако сделано это не было. В декабре 2015 года городской архитектурно-художественный совет Севастополя принял решение восстановить памятник на историческом месте, чему, однако, противится руководство Черноморского филиала МГУ, предлагая установить его у лабораторного корпуса и автомобильной стоянки.